# Gargara pulchripennis
Gargara pulchripennis är en insektsart som beskrevs av Carl Stål. Gargara pulchripennis ingår i släktet Gargara och familjen hornstritar. Inga underarter finns listade i Catalogue of Life.